# جیمی دانلی
جیمی دانلی (انگلیسی: Jimmy Donnelly؛ زادهٔ 1879) بازیکن فوتبال است.